# Szenegál a 2012. évi nyári olimpiai játékokon
Szenegál a nagy-britanniai Londonban megrendezett 2012. évi nyári olimpiai játékok egyik részt vevő nemzete volt. Az országot az olimpián 8 sportágban 32 sportoló képviselte, akik érmet nem szereztek.

## Atlétika
Férfi
| Versenyző           | Versenyszám | Előfutam | Előfutam | Előfutam | Elődöntő | Elődöntő | Elődöntő | Döntő   | Döntő    |
| Versenyző           | Versenyszám | Idő      | Hely.    | Össz.    | Idő      | Hely.    | Össz.    | Idő     | Helyezés |
| ------------------- | ----------- | -------- | -------- | -------- | -------- | -------- | -------- | ------- | -------- |
| Moussa Dembele      | 110 m gát   | kizárták | kizárták | kizárták | kiesett  | kiesett  | kiesett  | kiesett | kiesett  |
| Mamadou Kassé Hanne | 400 m gát   | 49,63    | 3.       | 22.      | 48,80    | 5.       | 10.      | kiesett | kiesett  |

| Versenyző        | Versenyszám | Selejtező | Selejtező | Döntő    | Döntő    |
| Versenyző        | Versenyszám | Eredmény  | Helyezés  | Eredmény | Helyezés |
| ---------------- | ----------- | --------- | --------- | -------- | -------- |
| Ndiss Kaba Badji | Távolugrás  | 766 cm    | 24.       | kiesett  | kiesett  |

Női
| Versenyző          | Versenyszám | Előfutam | Előfutam | Előfutam | Elődöntő | Elődöntő | Elődöntő | Döntő   | Döntő    |
| Versenyző          | Versenyszám | Idő      | Hely.    | Össz.    | Idő      | Hely.    | Össz.    | Idő     | Helyezés |
| ------------------ | ----------- | -------- | -------- | -------- | -------- | -------- | -------- | ------- | -------- |
| Ndeye Fatou Soumah | 200 m       | 23,89    | 9.       | 45.      | kiesett  | kiesett  | kiesett  | kiesett | kiesett  |
| Amy Mbacké Thiam   | 400 m       | 53,23    | 4.       | 31.      | kiesett  | kiesett  | kiesett  | kiesett | kiesett  |

| Versenyző | Versenyszám   | Selejtező | Selejtező | Döntő    | Döntő    |
| Versenyző | Versenyszám   | Eredmény  | Helyezés  | Eredmény | Helyezés |
| --------- | ------------- | --------- | --------- | -------- | -------- |
| Amy Sène  | Kalapácsvetés | 65,49 m   | 32.       | kiesett  | kiesett  |

## Birkózás

### Férfi
Szabadfogású
| Versenyző    | Versenyszám | Selejtező         | Nyolcaddöntő                                | Negyeddöntő       | Elődöntő          | Vigaszág első kör | Vigaszág elődöntő | Bronz- mérkőzés   | Döntő             | Helyezés |
| Versenyző    | Versenyszám | Ellenfél Eredmény | Ellenfél Eredmény                           | Ellenfél Eredmény | Ellenfél Eredmény | Ellenfél Eredmény | Ellenfél Eredmény | Ellenfél Eredmény | Ellenfél Eredmény | Helyezés |
| ------------ | ----------- | ----------------- | ------------------------------------------- | ----------------- | ----------------- | ----------------- | ----------------- | ----------------- | ----------------- | -------- |
| Malal Ndiaye | 120 kg      | erőnyerő          | Dzsargalszajhani Csulúnbat (MGL) · 0-1, 0-2 | kiesett           | kiesett           |                   |                   |                   |                   | 14.      |

### Női
Szabadfogású
| Versenyző       | Versenyszám | Selejtező         | Nyolcaddöntő                 | Negyeddöntő                   | Elődöntő          | Vigaszág első kör | Vigaszág elődöntő                          | Bronz- mérkőzés              | Döntő             | Helyezés |
| Versenyző       | Versenyszám | Ellenfél Eredmény | Ellenfél Eredmény            | Ellenfél Eredmény             | Ellenfél Eredmény | Ellenfél Eredmény | Ellenfél Eredmény                          | Ellenfél Eredmény            | Ellenfél Eredmény | Helyezés |
| --------------- | ----------- | ----------------- | ---------------------------- | ----------------------------- | ----------------- | ----------------- | ------------------------------------------ | ---------------------------- | ----------------- | -------- |
| Isabelle Sambou | 48 kg       | erőnyerő          | Tanoh Benie (CIV) · 7-0, 6-0 | Obara Hitomi (JPN) · 0-2, 0-5 |                   |                   | Maroi Mezien (TUN) · 0-4, 2-0, (kétvállas) | Carol Huynh (CAN) · 0-1, 0-3 |                   | 5.       |

## Cselgáncs
Női
| Versenyző         | Versenyszám | Selejtező         | Nyolcaddöntő                            | Negyeddöntő       | Elődöntő          | Vigaszág elődöntő | Bronz- mérkőzés   | Döntő             | Helyezés |
| Versenyző         | Versenyszám | Ellenfél Eredmény | Ellenfél Eredmény                       | Ellenfél Eredmény | Ellenfél Eredmény | Ellenfél Eredmény | Ellenfél Eredmény | Ellenfél Eredmény | Helyezés |
| ----------------- | ----------- | ----------------- | --------------------------------------- | ----------------- | ----------------- | ----------------- | ----------------- | ----------------- | -------- |
| Hortence Diédhiou | Könnyűsúly  | erőnyerő          | Sabrina Filzmoser (AUT) · 000(1)-100(1) | kiesett           | kiesett           |                   |                   |                   | 9.       |

## Kajak-kenu

### Síkvízi
Férfi
| Versenyző     | Versenyszám       | Előfutam | Előfutam | Előfutam | Elődöntő | Elődöntő | Elődöntő | Döntő   | Döntő    | Döntő    | Helyezés |
| Versenyző     | Versenyszám       | Idő      | Hely.    | Össz.    | Idő      | Hely.    | Össz.    | Típus   | Idő      | Helyezés | Helyezés |
| ------------- | ----------------- | -------- | -------- | -------- | -------- | -------- | -------- | ------- | -------- | -------- | -------- |
| Ndiatte Gueye | Kenu egyes 200 m  | 51,708   | 6.       | 24.      | 50,798   | 8.       | 22.      | kiesett | kiesett  | kiesett  | kiesett  |
| Ndiatte Gueye | Kenu egyes 1000 m | 4:33,884 | 5.       | 13.      | 4:37,171 | 7.       | 13.      | B       | 4:32,251 | 5.       | 13.      |

## Labdarúgás

### Férfi
| Szenegáli férfi labdarúgócsapat-játékoskeret | Szenegáli férfi labdarúgócsapat-játékoskeret                                                                                                |
| --- | --- |
| - Abdoulaye Ba - Stéphane Badji - Ibrahima Baldé - Papa Demba Camara - Saliou Ciss - Mohamed Diamé* - Idrissa Gueye - Magaye Gueye - Papa Gueye* | - Papa Moussa Konaté - Cheikhou Kouyaté - Ousmane Mané - Sadio Mané - Kara Mbodj - Ibrahima Seck - Pape Souare - Zargo Touré - Kalidou Yéro |

* - túlkoros játékos

#### Eredmények
Csoportkör
A csoport
| Csapat                        | M | Gy | D | V | Rg | Kg | Gk | P |
| ----------------------------- | - | -- | - | - | -- | -- | -- | - |
| Nagy-Britannia (GBR)          | 3 | 2  | 1 | 0 | 5  | 2  | +3 | 7 |
| Szenegál (SEN)                | 3 | 1  | 2 | 0 | 4  | 2  | +2 | 5 |
| Uruguay (URU)                 | 3 | 1  | 0 | 2 | 2  | 4  | –2 | 3 |
| Egyesült Arab Emírségek (UAE) | 3 | 0  | 1 | 2 | 3  | 6  | –3 | 1 |

| 2012. július 26. 20:00 (21:00) |

| Nagy-Britannia (GBR) | 1–1               | Szenegál (SEN) |
| -------------------- | ----------------- | -------------- |
| Bellamy 20'          | (1–0) Jegyzőkönyv | Konaté 82'     |

| Old Trafford, Manchester Nézőszám: 72 176 Játékvezető: Ravshan Ermatov (üzbég) |

| 2012. július 29. 17:00 (18:00) |

| Szenegál (SEN)        | 2–0               | Uruguay (URU) |
| --------------------- | ----------------- | ------------- |
| Konaté 10' 37' Ba 30′ | (2–0) Jegyzőkönyv |               |

| Wembley Stadion, London Nézőszám: 75 093 Játékvezető: Felix Brych (német) |

| 2012. augusztus 1. 19:45 (20:45) |

| Szenegál (SEN) | 1–1               | Egyesült Arab Emírségek (UAE) |
| -------------- | ----------------- | ----------------------------- |
| Konaté 49'     | (0–1) Jegyzőkönyv | Matar 21'                     |

| Ricoh Arena, Coventry Nézőszám: 28 652 Játékvezető: Svein Oddvar Moen (norvég) |

Negyeddöntő
| 2012. augusztus 4. 14:30 (15:30) |

| Mexikó (MEX)                                        | 4–2 (h. u.)                 | Szenegál (SEN)       |
| --------------------------------------------------- | --------------------------- | -------------------- |
| Enríquez 10' Aquino 62' dos Santos 98' Herrera 109' | (1–0, 2–2, 3–0) Jegyzőkönyv | Konaté 69' Baldé 76' |

| Wembley Stadion, London Nézőszám: 81 855 Játékvezető: Mark Clattenburg (Angol) |

| Csapat         | Helyezés |
| -------------- | -------- |
| Szenegál (SEN) | 6.       |

## Taekwondo
Női
| Versenyző       | Versenyszám | Nyolcaddöntő              | Negyeddöntő       | Elődöntő          | Vigaszág elődöntő | Bronz- mérkőzés   | Döntő             | Helyezés |
| Versenyző       | Versenyszám | Ellenfél Eredmény         | Ellenfél Eredmény | Ellenfél Eredmény | Ellenfél Eredmény | Ellenfél Eredmény | Ellenfél Eredmény | Helyezés |
| --------------- | ----------- | ------------------------- | ----------------- | ----------------- | ----------------- | ----------------- | ----------------- | -------- |
| Bineta Diedhiou | Pehelysúly  | Suvi Mikkonen (FIN) · 6-9 | kiesett           | kiesett           |                   |                   |                   | 11.      |

## Úszás
Férfi
| Versenyző   | Versenyszám | Előfutam | Előfutam | Előfutam | Elődöntő | Elődöntő | Elődöntő | Döntő   | Döntő    |
| Versenyző   | Versenyszám | Idő      | Hely.    | Össz.    | Idő      | Hely.    | Össz.    | Idő     | Helyezés |
| ----------- | ----------- | -------- | -------- | -------- | -------- | -------- | -------- | ------- | -------- |
| Malick Fall | 100 m mell  | 1:02,93  | 6.       | 37.*     | kiesett  | kiesett  | kiesett  | kiesett | kiesett  |

Női
| Versenyző   | Versenyszám | Előfutam | Előfutam | Előfutam | Elődöntő | Elődöntő | Elődöntő | Döntő   | Döntő    |
| Versenyző   | Versenyszám | Idő      | Hely.    | Össz.    | Idő      | Hely.    | Össz.    | Idő     | Helyezés |
| ----------- | ----------- | -------- | -------- | -------- | -------- | -------- | -------- | ------- | -------- |
| Mareme Faye | 100 m gyors | 1:06,42  | 1.       | 46.      | kiesett  | kiesett  | kiesett  | kiesett | kiesett  |

* - egy másik versenyzővel azonos időt ért el

## Vívás
Férfi
| Versenyző         | Versenyszám       | Selejtező         | 32-es főtábla                    | Nyolcaddöntő              | Negyeddöntő       | Elődöntő          | Bronz- mérkőzés   | Döntő             | Helyezés |
| Versenyző         | Versenyszám       | Ellenfél Eredmény | Ellenfél Eredmény                | Ellenfél Eredmény         | Ellenfél Eredmény | Ellenfél Eredmény | Ellenfél Eredmény | Ellenfél Eredmény | Helyezés |
| ----------------- | ----------------- | ----------------- | -------------------------------- | ------------------------- | ----------------- | ----------------- | ----------------- | ----------------- | -------- |
| Alexandre Bouzaid | Párbajtőr, egyéni |                   | Radosław Zawrotniak (POL) · 15-9 | Paolo Pizzo (ITA) · 11-15 | kiesett           | kiesett           | kiesett           | kiesett           | 15.      |